# 中国人民政治协商会议广州市委员会
中国人民政治协商会议广州市委员会，简称政协广州市委员会或广州市政协，是中国共产党广州市委员会领导的多党合作和政治协商的重要机构，其前身是广州市各界人民代表会议协商委员会，于1949年12月至1955年1月先后经历五届。1955年1月广州市各界人民代表大会协商委员会第十五次会议通过成立，于次月召开第一届委员会第一次会议，至今共经历十四届。

## 历任主席
1. 叶剑英
2. 何伟
3. 王德
4. 雍文涛
5. 薛焰
6. 罗培元
7. 张汉青
8. 杨资元
9. 邬梦兆
10. 陈开枝
11. 朱振中
12. 林元和（2010年4月-2012年1月）
13. 苏志佳（2012年1月-2017年1月）
14. 刘悦伦（2017年1月-2021年1月）[2]
15. 李贻伟（2021年1月-）[3]